# Municipio de Star (Carolina del Norte)
El municipio de Star (en inglés: Star Township) es un municipio ubicado en el  condado de Montgomery en el estado estadounidense de Carolina del Norte. En el año 2010 tenía una población de 3.147 habitantes.

## Geografía
El municipio de Star se encuentra ubicado en las coordenadas 35°25′59.5″N 79°46′46.13″O / 35.433194, -79.7794806.